# Ran (Film)
Ran (japanisch 乱 ‚Unruhen; Aufstand; Bürgerkrieg‘) ist ein japanischer Jidai-geki (Historienfilm) des Regisseurs Akira Kurosawa aus dem Jahr 1985. Der Film beschreibt den Fall des Hidetora Ichimonji, eines Warlords der Sengoku-Zeit, der sich entscheidet, zugunsten seiner Söhne zurückzutreten. Sein Reich zerfällt unter den Intrigen und Kämpfen der Söhne zusehends; im Zuge dessen fällt Hidetora dem Wahnsinn anheim.
Die Geschichte basiert auf der Legende von Daimyō Mori Motonari und verwendet Elemente von Shakespeares König Lear. Es war nach Das Schloss im Spinnwebwald (1957, Macbeth) und Die Bösen schlafen gut (1960, Hamlet) die dritte Shakespeare-Adaption Kurosawas.
Ran war Kurosawas letztes großes Epos. Mit einem Budget von 11,5 Millionen US-Dollar war er der bis dahin teuerste japanische Film. Kurosawa drehte vor seinem Tod noch drei weitere Filme, jedoch keinen mehr in der Größenordnung von Ran.

## Handlung
Im Japan des 16. Jahrhunderts beschließt der alternde Fürst Hidetora Ichimonji, sein in lebenslanger harter Arbeit erbautes Reich unter den Söhnen Taro, Jiro und Saburo aufzuteilen. Der Älteste, Taro, erhält die wichtige erste Burg und wird das neue Oberhaupt des Ichimonji-Clans. Die beiden anderen Söhne erhalten die zweite und dritte Burg und sollen ihren Bruder unterstützen. Hidetora will jedoch den Titel des „Großfürsten“ (Daimyō) behalten. Die Stärke dieses Bundes will Hidetora verdeutlichen, indem er zeigt, dass ein Bündel aus drei Pfeilen im Gegensatz zu einem einzelnen Pfeil nicht zerbrochen werden kann. Saburo gelingt es jedoch, auch die drei Pfeile zu zerbrechen, und er bezeichnet die Idee des Vaters als dumm. Als Saburo den Plan seines Vaters weiter kritisiert – schließlich habe dieser sein Reich auf Verrat und Intrige errichtet und erwarte nun, dass seine Söhne genau dies nicht tun – verbannt der erboste Hidetora seinen Sohn und seinen Berater Tango, der Saburo verteidigt hatte.
Nach Hidetoras Rücktritt beginnt Taros Frau Kaede, diesen zu beeinflussen und aufzufordern, die direkte, vollständige Kontrolle über den Clan an sich zu reißen. Kaede ist rachsüchtig, da der alte Großfürst in einem früheren Krieg ihre Familie auslöschte und ihr die Burg ihrer Eltern raubte. Daher versucht sie, ihren Mann zu manipulieren, um so einen Bruch zwischen ihm und Hidetora zu erzeugen. Die Gelegenheit ergibt sich, als Hidetora eine von Taros Wachen erschießt, da diese den Hofnarren Kyoami aufgrund einer frechen Bemerkung töten will. Taro drängt daraufhin seinen Vater, auch den Titel des „Großfürsten“ abzutreten. Erbost über diese Forderung verlässt Hidetora die erste Burg. Er reist zur zweiten Burg, die unter dem Kommando Jiros steht. Allerdings ist Jiro eher daran interessiert, seinen Vater im Intrigenspiel zu benutzen, als ihm wirklich zu helfen. Während seiner Zeit auf der zweiten Burg trifft Hidetora die Frau von Jiro, die Dame Sué. Auch ihre Familie wurde zu einem großen Teil von Hidetora getötet. Sué hat ihm jedoch, nachdem sie Buddhistin wurde, vergeben.
Hidetora reist mit seiner persönlichen Leibwache weiter zur dritten Burg, die von dem verbannten Sohn Saburo verlassen wurde. Hidetora wird dort von den Armeen von Taro und Jiro angegriffen. Seine Leibwache sowie seine Konkubinen werden in der Schlacht getötet, die Burg wird in Brand gesteckt. Hidetora verbleibt in der Burg und will Seppuku begehen. Allerdings ist sein Schwert zerbrochen, und so bleibt ihm dies verwehrt. Er fällt dem Wahnsinn anheim und verlässt die brennende Burg. Als Taros und Jiros Soldaten die Burg schließlich stürmen, wird Taro von Jiros General Kurogane hinterrücks erschossen.
Hidetora wird schließlich, ziellos in der Wildnis umherwandernd, von Tango und Kyoami gefunden. Sie schließen sich Hidetora an und verbleiben als seine einzigen Gefolgsleute. Sie suchen Schutz in der Hütte eines Bauern und stellen fest, dass es sich dabei um Sués Bruder Tsurumaru handelt, dem Hidetora vor Jahren die Augen ausstechen ließ. Auch er versucht sich – wie seine Schwester – durch Beten zu Buddha vom Hass zu befreien, kann jedoch die Taten des Großfürsten nicht vergessen.
Nachdem er aus der Schlacht zurückgekehrt ist, beginnt Jiro eine Affäre mit Kaede, die bald einen großen Einfluss auf ihn ausübt. Sie verlangt, dass Jiro seine Frau Sué verlässt. Als Jiro einer Scheidung zustimmt, um Kaede zu heiraten, fordert diese, dass Sué getötet und ihr der Kopf gebracht werde. Kurogane wird mit dem Mord beauftragt, doch er quittiert Kaedes Befehl stillschweigend und warnt später Jiro vor seiner neuen Frau. In einer Schlüsselszene des Films brüskiert er Kaede: Er bringt ihr in einem Stoffbündel statt des erhofften Kopfes von Sué einen Fuchskopf aus Stein. Kaede tobt, weil Kurogane ihr und Jiro damit verdeutlicht, dass er sie für eine böse Tierdämonin hält.
Derweil versteckt sich Hidetoras Gruppe in den Ruinen der niedergebrannten Burg von Sués und Tsurumarus Familie. Tango versucht ihn davon zu überzeugen, Schutz bei dessen verstoßenem Sohn Saburo zu suchen. Doch Hidetora wehrt sich dagegen aus Angst, sein Gesicht zu verlieren und sich eingestehen zu müssen, dass Saburo Recht hatte. Daher bleibt Tango nichts anderes übrig, als seinerseits Saburo in das Versteck zu bringen und er lässt den verwirrten alten Mann in der Obhut von Kyoami. Hidetora werden die Gräueltaten zunehmend bewusst, die er beging, um seine Macht zu festigen. Dies wird schließlich zu viel für ihn, und er flieht aus dem Versteck.
Auf der Suche nach Hidetora dringt Saburos Armee wieder in dessen alte Ländereien ein. Besorgt über dieses Vorgehen und alarmiert von den Bündnissen seines Bruders mit anderen Warlords, setzt Jiro seine zahlenmäßig überlegene Armee in Marsch, um ihn abzufangen. Die Armeen treffen auf dem Hachiman-Feld aufeinander. Saburos neuer Verbündeter, der Warlord Fujimaki, marschiert ebenfalls zur Grenze, um ihm im Notfall beistehen zu können. Ein weiterer rivalisierender Warlord, Ayabe, geht ebenfalls an der Grenze in Stellung. Auf Kaedes Rat hin vereinbart Jiro zunächst einen Waffenstillstand und freies Geleit zu Hidetora, mit dem Hintergedanken, den Suchtrupp anschließend in einen Hinterhalt zu locken. Jiro befiehlt dennoch einen Angriff auf Saburos Armee. Allerdings werden seine Einheiten von dessen Arkebusen stark dezimiert. Während der Schlacht werden Jiro und sein General Kurogane darüber informiert, dass Ayabes Armee auf die erste Burg zumarschiert. Jiros Armee zieht sich sofort unkontrolliert zurück. Während Jiros Armee gegen die angreifenden Truppen von Ayabe verteidigt, bringt ein Reiter Sués Kopf. Darauf stürmt General Kurogane, der sich geweigert hatte, Sué zu töten, zu Kaede. Diese eröffnet, aus Rachemotiven den Fall des Hauses Ichimonji von langer Hand geplant zu haben, woraufhin der General sie tötet.
Saburo findet Hidetora schließlich in einem Erdloch. Dieser kommt wieder zu Sinnen, und die beiden versöhnen sich. Saburo wird jedoch aus dem Hinterhalt von Jiros Soldaten erschossen. Hidetora vergeht vor Trauer und stirbt ebenfalls. Jiro und Kurogane fallen wahrscheinlich auf verlorenem Posten im Verlauf der Schlacht mit Ayabes Armee.
Der Film endet mit dem Bild des blinden Tsurumaru, der verlassen auf der Mauer der zerstörten Burg seiner Vorfahren steht, nachdem er ein Rollbild mit einem goldenen Bildnis des Buddha Amida verloren hat, das seine Schwester Sué ihm zuvor zum Schutz gegeben hatte.

## Produktion
„Als ich las, dass drei Pfeile zusammen unzerstörbar waren, glaubte ich es nicht. Ich zweifelte und dachte: Das Haus war erfolgreich, die Söhne waren mutig. Was wäre, wenn die Söhne dieses faszinierenden Mannes schlecht gewesen wären?“

Kurosawa hatte die erste Idee zu dem Film Mitte der 1970er, als er die Legende des Kriegsherrn Mōri Motonari las. Motonari hatte drei Söhne, die loyal und fähig waren. Kurosawa dachte darüber nach, was geschehen würde, wenn diese Söhne nicht so gute Menschen gewesen wären. Trotz der deutlichen Parallelen zu Shakespeares König Lear wurden die Gemeinsamkeiten Kurosawa erst während der Planungen zu dem Film bewusst. Seiner Aussage zufolge verbanden sich die Geschichten von Motonari und Lear, die er selbst nie vollständig erklären konnte. Er schrieb das Drehbuch, kurz nachdem er 1975 Dersu Uzala fertiggestellt hatte, und ließ es für sieben Jahre in der Schublade. In dieser Zeit malte er die Storyboards für jede Einstellung des Films und machte sich auf die Suche nach der nötigen finanziellen Unterstützung. Nach dem Erfolg des Films Kagemusha, den er manchmal eine „Kostümprobe“ für Ran nannte, gewann er die Unterstützung des französischen Produzenten Serge Silberman.
Ran war Kurosawas letzter großer epischer Film und mit einem Budget von 11,5 Millionen US-Dollar auch sein teuerster, er war bei seiner Entstehung der teuerste japanische Film. Während der Dreharbeiten kamen etwa 1400 Statisten zum Einsatz, für die die entsprechenden Kostüme und Rüstungen gefertigt werden mussten. Diese wurden von der Kostümdesignerin Emi Wada und Kurosawa selbst entworfen und von den Schneidern in über 2 Jahren in Handarbeit gefertigt. Im Film kamen darüber hinaus 200 Pferde zum Einsatz die teilweise aus den USA importiert wurden.
Wegen seiner Vorliebe für satte, weitläufige Einstellungen drehte Kurosawa die meisten Szenen am Vulkan Aso. Er erhielt außerdem die Erlaubnis für die alten Burgen Kumamoto und Himeji. Die Szenen in den Ruinen der Burg von Sués Familie wurden in den Ruinen von Burg Azusa gedreht. Hidetoras dritte Burg, die niedergebrannt wurde, wurde für den Film an den Hängen des Fuji-san errichtet. Für diese Sequenzen wurden keine Miniaturen verwendet, daher hatte Tatsuya Nakadai nur einen Versuch, die Flucht von Hidetora aus der brennenden Burg zu filmen. Alle Staubwolken, Nebel oder Stürme mussten künstlich erschaffen werden, wobei vor allem die Außendreharbeiten dem Filmteam Probleme bereitet hatte. So wurde etliche Male der Staub in die falsche Richtung geschleudert und hinderte das Produktionsteam daran, weitere Szenen abdrehen zu können. Kurosawa trug das meist mit Fassung.
Kurosawas Frau Yōko Yaguchi starb während der Dreharbeiten. Kurosawa stoppte die Arbeiten für einen Tag, um den Tod seiner Frau zu betrauern, bevor er die Arbeiten wieder aufnahm.
Der Film wurde zu spät fertiggestellt, um bei den Filmfestspielen von Cannes gezeigt zu werden, und hatte seine Premiere beim Tokyo International Film Festival. Kurosawa selbst erschien nicht zur Premiere, was in der japanischen Filmindustrie negativ aufgenommen wurde.

## Hintergrund

### König Lear

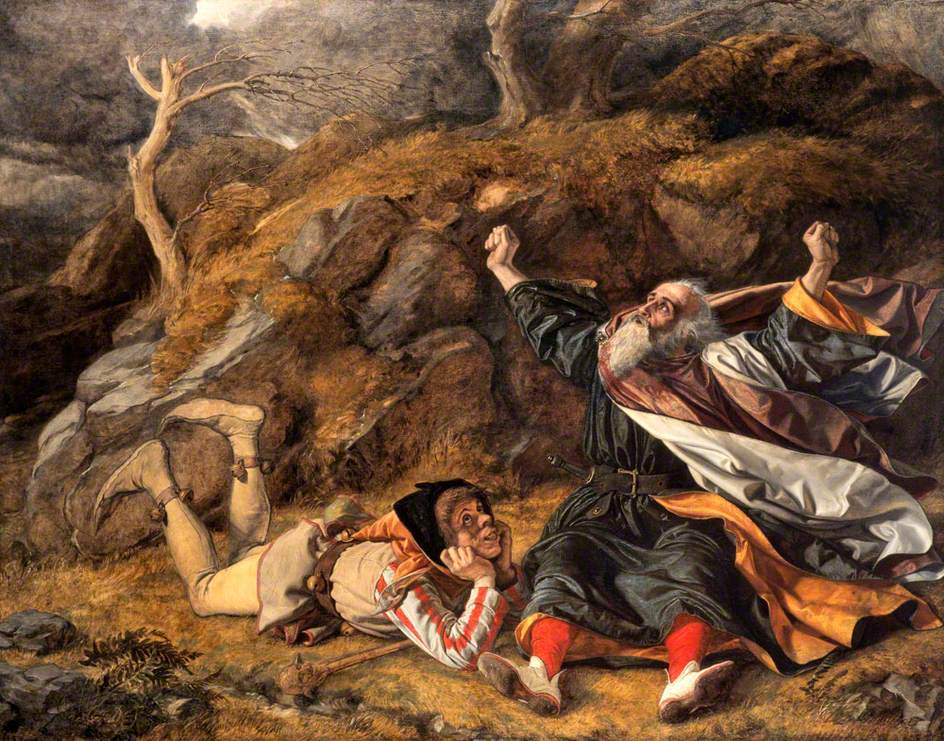
König Lear und der Narr im Sturm von William Dyce.

„Was mich immer an König Lear störte war, dass Shakespeare seinen Charakteren keine Vergangenheit gegeben hat. In Ran versuchte ich, Lear eine Vergangenheit zu geben“

Ran ist, laut Kurosawa, keine direkte Adaption von König Lear; er gibt jedoch zu, von dem Stück beeinflusst worden zu sein und viele Elemente übernommen zu haben. Beide erzählen die Geschichte eines alternden Fürsten, der sein Reich unter seinen Nachkommen aufteilt. An die Stelle von König Lears Töchtern treten Hidetoras Söhne, Taro, Jiro, und Saburo. In beiden Stücken verbannen die Herrscher die, die es wagen, zu widersprechen: In König Lear ist es der Earl von Kent, in Ran trifft dies Tango und Saburo. Der Konflikt besteht bei beiden Geschichten darin, dass sich die Kinder des Herrschers gegen ihn stellen, auch wenn Hidetoras Söhne dabei sehr viel rücksichtsloser vorgehen. Sowohl Ran als auch König Lear enden mit dem Tod der gesamten Familie.
Es gibt jedoch auch einige massive Unterschiede zwischen den Stücken: König Lear ist ein Stück über unverschuldetes Leid und Lear selbst ist schlimmstenfalls ein Narr. Hidetora dagegen ist zeit seines Lebens ein grausamer Krieger gewesen, der rücksichtslos Männer, Frauen und Kinder hat ermorden lassen, um seine Ziele zu erreichen. In dem Film waren Kaede, Sué und Tsurumaru allesamt Opfer von Hidetora. Wurden in König Lear dem Earl von Gloucester noch die Augen von den Gegnern des Königs ausgestochen, so ist es in Ran Hidetora selbst, der befiehlt, Tsurumaru dies anzutun.

“A terrible scroll of Hell is shown depicting the fall of the castle. There are no real sounds as the scroll unfolds like a daytime nightmare. It is a scene of human evildoing, the way of the demonic Ashura, as seen by a Buddha in tears. The music superimposed on these pictures is, like the Buddha’s heart, measured in beats of profound anguish, the chanting of a melody full of sorrow that begins like sobbing and rises gradually as it is repeated, like karmic cycles, then finally sounds like the wailing of countless Buddhas”

### Motive

#### Chaos
Wie schon der Titel andeutet, ist Chaos ein bestimmendes Motiv im Film. In vielen Szenen deutet Kurosawa auf kommende Zerstörung und Chaos hin. Hidetora ist ein Autokrat, dessen Einfluss die umgebenden Gebiete eint und einen gewissen Frieden, unter seiner Herrschaft, verspricht. Durch den Wegfall des einenden Einflusses werden andere, wie Jiro oder Kaede ermutigt, ihre eigenen Pläne zu schmieden und umzusetzen, was diese auch rücksichtslos tun. Obwohl der Titel zweifelsohne eine Anspielung auf Hidetoras Entschluss abzudanken und das damit verbundene Chaos ist, gibt es noch einige andere Beispiele für eine „Verbreitung der Anarchie“. Die Ermordung Taros durch Kurogane gibt Kaede mehr Einfluss und macht ihn zu einem unbeabsichtigten Gehilfen in ihren Plänen. Saburos Entscheidung, Hidetora zu suchen und zu Hilfe zu eilen, weckt nur das Interesse der anderen Warlords, die es auf das Reich abgesehen haben. Sie führt somit zur Schlacht zwischen Jiro und Saburo, die letztlich zur Vernichtung des Clans Ichimonji führt.
Deutlich wird das Motiv des Chaos auch durch das Fehlen einer übernatürlichen Ordnung. Als Hidetora auf Sué, den religiösesten Charakter im Film, trifft, entgegnet er ihr, dass Buddha diese erbärmliche Welt verlassen habe. Sué wird trotz ihres Glaubens an Liebe und Vergebung am Ende geköpft. Als Kyoami behauptet, dass die Götter entweder nicht existieren oder sich aber nicht um das Leid der Menschen kümmern, entgegnet ihm Tango: „(Die Götter) können uns nicht vor uns selbst schützen“. Kurosawa wiederholte diesen Punkt oftmals: „Die Menschheit muss sich dem Leben stellen, ohne sich auf Gott oder Buddha zu verlassen“. Allerdings ist genau dies auch die Kernaussage des Buddhismus, denn Buddha wird dort nicht als allmächtiger, exoterischer Beschützer-Gott verstanden, sondern vielmehr als menschliches Vorbild, das in seiner Lehre dem Menschen den Weg zur Erlösung von den zerstörerischen Impulsen der Gier, des Hasses und der Ignoranz aufzeigt. Es liegt an jedem Menschen selbst, diesen Weg zu gehen oder nicht. Insofern der Film die höllische Zerstörungsmacht von Gier und Hass drastisch vorführt, muss man ihn also eigentlich als zutiefst buddhistisch bezeichnen: „Dem christlichen Glauben an Gottes Allmacht...und Erlöserschaft... wird der Buddhist die Undurchbrechbarkeit des Karma-Gesetzes entgegenhalten und betonen, dass Erlösung nur durch eigene Bemühung, nämlich die Aufhebung von Gier, Hass und Unwissenheit zu verwirklichen sei“. Auch Sués tragischer Tod entwertet ihre buddhistischen Tugenden des Verzeihens und der Gewaltlosigkeit nicht, denn der Karma-Lehre zufolge wird ihr Mörder als Frucht seiner Tat höllische Seelenzustände erleben, die immer weitere Aggression und Zerstörung nach sich ziehen (diesen Mechanismus zeigt der Film am Beispiel Hidetoras exemplarisch auf). Die letzte Einstellung zeigt Tsurumaru, der auf den Ruinen der Burg seiner Familie steht. Durch seine Blindheit stolpert er fast über den Rand der Mauern. Er lässt das Rollbild mit dem goldenen Buddha, das ihm seine Schwester gegeben hatte, fallen und steht nun alleine da. „Ein blinder Mann, am Rande des Abgrunds, seines Gottes beraubt, in einer dunkler werdenden Welt“. Dies kann als Symbol für das moderne Konzept „Gott ist tot“ verstanden werden, wie Kurosawa es ausdrückte: „Der Mensch ist absolut alleine ... (Tsurumaru) repräsentiert die moderne Menschheit“.

#### Nihilismus
„Was ich mit Ran versuchte, von der ersten Drehbuchversion an, war zu zeigen, dass die Götter oder Gott oder wer auch immer die menschlichen Taten beobachtet, Trauer darüber verspürt, wie die Menschen sich gegenseitig zerstören, und die Machtlosigkeit dies zu ändern.“

Zusätzlich zu den chaotischen Elementen beinhaltet Ran auch starke nihilistische Züge, die von der Anfangssequenz, in der Hidetora ein Wildschwein zur Strecke bringt, bis hin zur letzten Szene mit Tsurumaru zutage treten. Roger Ebert beschreibt Ran als eine Geschichte des 20. Jahrhunderts, die im japanischen Mittelalter spielt. Ein alter Mann am Ende seines Lebens, der all seine Schlachten gewonnen hat, glaubt närrischerweise, er verfüge immer noch über den Einfluss, das Leben der nächsten Generation zu bestimmen. Aber das Leben schreitet schnellen Schrittes voran, ohne sich um die historischen Zusammenhänge zu kümmern. Seine Nachkommen haben ihre eigenen Begierden und Ausschweifungen. Sein Wille ist nicht mehr relevant, sie werden seine Beute unter sich aufteilen wie Hunde, die einen Kadaver zerreißen.
Dies markiert eine radikale Veränderung gegenüber Kurosawas frühen Filmen, die Hoffnung und Erlösung beinhalteten. Selbst Kagemusha, obwohl er die Zerstörung der Samurai-Kaste darstellt, zeigte dies eher mit Bedauern als mit Verzweiflung. Im Kontrast dazu ist die Welt aus Ran eine Welt, in der das Leben ein ständiger Kreislauf des Leidens ist und in der ein jeder Schuft oder Opfer ist, oftmals sogar beides. Helden wie Saburo wollen zwar das Richtige tun, sind jedoch am Ende auch dem Untergang geweiht. Anders als andere Helden bei Kurosawa, wie Kikuchiyo aus Die sieben Samurai oder Watanabe aus Ikiru, die sterben, während sie Großes leisten, stirbt Saburo sinnlos. Hinterhältigen Charakteren wie Jiro oder Kaede wird nie die Chance gegeben zu büßen, sondern sie setzen ihr Leben in Boshaftigkeit fort, nur um ebenfalls ein gewalttätiges Ende zu finden.

#### Kriegsführung
„All der technologische Fortschritt der letzten Jahre hat der Menschheit nur beigebracht, wie man sich gegenseitig besser und effizienter umbringt. Es ist für mich sehr schwer unter solchen Umständen einen hoffnungsvollen Ausblick auf das Leben zu bewahren“

Michael Wilmington gibt an, dass Kurosawa den Film auch als Metapher für den nuklearen Krieg und die Angst der Post-Hiroshima-Zeit verstanden haben will. Kurosawa sah den Fortschritt nur als Fortschritt der Tötungsmöglichkeiten. In Ran ist das Symbol für diese apokalyptische Zerstörungswaffe die ursprünglich aus Europa stammende Arkebuse, die in Japan im 16. Jahrhundert aufkam. Arkebusen revolutionierten die Kriegführung der Samurai. Kriege wurden nun von großen Heeren dominiert, Kurosawa nahm dieses Thema schon in Kagemusha auf. Dort wurde die Kavallerie des Takeda-Clans durch die Arkebusen der Oda und Tokugawa vernichtet. In Ran ist die Schlacht auf den Hachiman-Feldern eine weitere Darstellung dieser modernen Kriegführung. Saburos Arkebusenschützen vernichten Jiros Kavallerie und wehren die Angriffe der Infanterie ab. Ebenso ist Saburos Ermordung durch einen Heckenschützen ein Sinnbild für die Bedeutungslosigkeit einzelner Helden auf dem modernen Schlachtfeld.

### Traditionelle Einflüsse
Der Schauspielstil einiger Schauspieler ist deutlich vom japanischen Nō-Theater beeinflusst. Dies wird besonders bei Tatsuya Nakadais Charakter Hidetora deutlich. Das starke, geistähnliche Make-up ähnelt der im Nō-Theater verwendeten „Nō-men“-Masken. Typisch dafür sind auch die großzügig ausgestatteten Kostüme, die Teil der stark formalisierten Körpersprache werden. Auch der Ton erinnert an das Nō-Theater: die verschiedenen Fußstapfen der Figuren, der über den Holzboden schleifende Seiden-Kimono der Dame Kaede sowie die Musik mit der klagenden Flöte, den Perkussionsklängen und ihrem Verstummen. Auch in den Bildsequenzen folgen immer wieder längere Momente der Stille und Ruhe den schnellen, abrupten Bewegungen. Die Komposition der Einzelszenen und der gesamten Handlung ist betont formalistisch, oft statisch und durch Symmetrie und auch durch Asymmetrie gekennzeichnet.

## Zur Interpretation des Films
Die Darstellung ist stilisiert, schematisch, jeglicher Realismus, der frühere Filme noch auszeichnete, wird zugunsten der „Sichtbarkeit der Struktur“ zurückgedrängt. Ein Beispiel hierfür ist die Wiederkehr der Dreizahl in der Eröffnungsszene (drei Wege, drei Söhne, drei Burgen, drei Pfeile usw.). Sitzen die Warlords und ihre Gefolgsleute anfangs noch in einem Kreis zusammen, was auf Ganzheit und Frieden deutet, so dominieren in späteren vergleichbaren Szenen allenfalls das Dreieck oder die Gerade, symmetrisch verteilt auf die beiden Bildhälften, um auf die verlorene Harmonie hinzuweisen. Als Saburo verbannt wird und sich mit Fujimaki auf der Landstraße von seiner Burg entfernt, nehmen beide mit ihren Pferden jeweils eine Bildhälfte ein und schauen jeweils in entgegengesetzte Richtungen.
Die Struktur selber wird semantisiert, die Form wird zum Inhalt. Auch die Dialoge und die Regieanweisungen im Drehbuch enthalten viele Metaphern oder ähnliche Sprachbilder. Diese Bilder („images“) enthalten den Sinn des Films: Sie illustrieren nicht die Geschichte, etwa die des Königs Lear, sondern sie sind die Geschichte, wie Donald Richie feststellt. Die artifizielle Kompositionsweise mit der Negation jeglichen Realismus führt zu einer Verweigerung von Identifikationsangeboten und macht aus dem Film eher ein Lehrstück denn ein Rührstück wie bei Shakespeare; nicht die Empathie und Katharsis werden hier angestrebt, sondern die Erkenntnis. Einsicht gewinnt der Zuschauer in die grundsätzliche Bosheit und Verrücktheit der Menschen („the folly of men“); er lernt, dass menschliches Leben eine Tragödie – mit manchmal narrenhaften Zügen – ist und keinerlei Hoffnung („no hope“) bietet, zumal die Götter, so sie überhaupt existieren, auch nur ohnmächtig zuschauen können. – Zugleich geriert sich Kunst aber als ein Refugium, die Ästhetik oder der ästhetische Genuss entschädigt für das trostlose Leben, der nihilistischen Wertlosigkeit entkommt so, wer mit der Kunst ein Zeichen setzt.

## Rezeption

### Umsatz
Obwohl Ran in erster Linie positive Kritiken erhielt, war er nur ein bescheiden erfolgreicher Film. Der Film lief am 1. Juni 1985 an und spielte mit einem Ergebnis von 12 Millionen $ gerade eben die Produktionskosten wieder ein. In den USA erspielte der Film sechs Monate später 2–3 Millionen US-Dollar, eine erneute Aufführung im Jahre 2000 brachte lediglich 337.112 US-Dollar ein.

### Kritiken
- Roger Ebert: „Ran ist eine großartige, herrliche Leistung. Kurosawa muss sich oft gefühlt haben wie der alte Fürst, als er den Film drehte, aber am Ende hat er triumphiert und das Bild, welches ich von ihm habe, ist das der drei gebündelten Pfeile.“[24]
- Chris Peachment: „In der Tat, das einzig optimistische ist die Erhabenheit des Films selber: ein großes gepeinigtes Gemälde, in dem Kurosawa es sogar schafft den Elementen zu befehlen seiner Vision zu gehorchen. Ein Lear unserer Zeit, für alle Zeit.“[25]
- Lexikon des internationalen Films: „Akira Kurosawas Alterswerk ist inspiriert von William Shakespeares Tragödie ‚King Lear‘, von den Traditionen Japans und von aktuellen Endzeitvisionen. Von gewaltiger Bildkraft und virtuoser Montage, ist der Film eine Parabel über das Verhängnis der Macht, über ethisches Verantwortungsbewusstsein und die Relativität der Wahrheit.“[26]

### Auszeichnungen
Bei der Oscarverleihung 1986 für das Jahr 1985 war Ran für vier Oscars nominiert, wobei er den für das beste Kostümdesign gewann. Daneben war der Film in den Kategorien Bestes Szenenbild und Beste Kamera sowie Akira Kurosawa für die beste Regie nominiert.
Ran war außerdem bei den Japanese Academy Awards 1986 sechsmal nominiert und gewann die Kategorien für das Beste Szenenbild und die Beste Musik.
Bei den Golden Globes war der Film als bester fremdsprachiger Film nominiert, gewann die Auszeichnung aber nicht.
Das National Board of Review zeichnete Ran als besten fremdsprachigen Film und Akira Kurosawa als besten Regisseur aus.
Die Deutsche Film- und Medienbewertung FBW in Wiesbaden verlieh dem Film das Prädikat besonders wertvoll.